# Touligny
Touligny är en kommun i departementet Ardennes i regionen Grand Est (tidigare regionen Champagne-Ardenne) i nordöstra Frankrike. Kommunen ligger  i kantonen Omont som ligger i arrondissementet Charleville-Mézières. År 2022 hade Touligny 82 invånare.

## Befolkningsutveckling
Antalet invånare i kommunen Touligny
Referens: INSEE